# ۴-نیتروبنزآلدهید
۴-نیتروبنزآلدهید (به انگلیسی: 4-Nitrobenzaldehyde) یک ترکیب شیمیایی با شناسه پاب‌کم ۵۴۱ است. شکل ظاهری این ترکیب، پودر بلوری زرد کمرنگ است.